# Хаџе Абдулах Ансари
Шејх Абу Исмаил Абдулах ал-Херави ал-Ансари или хаџе Абдулах Ансари од Херата (персијски: خواجه عبدالله انصاری‎) познат и као Пир-е Херат (پیر هرات, Мудрац из Херата) био је чувени персијски суфија који је живео у 11. веку у граду Херату (тадашњи Хорасан, данашња провинција Херат у Авганистану). Био је једна од најистакнутијих фигура Хорасана у 11. веку (5. веку по хиџри). Био је коментатор Курана, полемичар, духовни вођа, познат по својим говорничким способностима и песничком таленту на арапском и персијском језику.

## Биографија
Хаџе Абдулах Ансари је рођен у старој тврђави Кохандез у граду Херату 4. маја 1006. године. Био је ученик чувеног суфијског ауторитета шејха Абул Хасана Хараканија кога је изразито поштовао, а о томе говори и следећа његова изјава: „Абдулах је био скривено благо, а кључ до њега је био у рукама Абул Хасана Хараканија.“
Био је припадник ханбалитске верско-правне школе, једне од четири у сунитском исламу. Његов маузолеј је саграђен за време династије Тимурида и данас је популарно место ходочашћа.
Написао је неколико књига о исламском мистицизму и филозофији на персијском и арапском језику. Његово најпознатије дело је Монаџат-нама (Спис о духовном дошаптавању) које се сматра ремек делом персијске књижевности. После смрти Хаџе Абдулаха Ансарија, многе његове изреке које су преносили његови ученици, као и оне забележене у његовим писаним делима, уврштене су у тефсир (коментар) Рашидудина Мајбудија Кашф ал-асрар (Разоткривање тајни). Ово је један од најранијих примерака комплетног суфијског тефсира Курана.
Хаџе Абдулах Ансари је био одличан познавалац хадиса, историје и генеалогије. Избегавао је друштво богатих, моћних и утицајних људи. Све дарове које је примао од својих ученика и присталица је поклањао сиромашнима и онима којима је то било потребно. Био је веома маркантна личност и грациозно се облачио.
Хаџе Абдулах Ансари од Херата је био девета генерација директних потомака Абу Ајуба ал-Ансарија, једног од сабораца пророка Мухамеда. Та лоза је описана у његовом породичном стаблу и гласи: Аби Исмаил хаџе Абдулах Ансари син Абу Мансура Балхија од оца Џафара од оца Абу Муаза од оца Мухамеда од оца Ахмеда од оца Џафара од оца Абу Мансура ал-Табија од оца Абу Ајуба ал-Ансарија.
Током владавине трећег правоверног исламског халифе Османа ибн Афана, Абу Мансур ал-Таби је учествовао у освајању Хорасана и потом се настанио у Херату. Његов потомак хаџе Абдулах Ансари је умро 1088. године.
Ханбалитски правник Ибн Кајим ал-Џавзија је написао опширни коментар Ансаријеве посланице Канз ал-саликин (Ризница путника на божјем путу). У том коментару је изразио своју љубав и дивљење Ансарију написавши, можда парафризарујући Сократа: „Наравно, ја волим Шејха, али више волим истину!“ Ибн Кајим ал-Џавзија у свом делу Ал-Вабил ал-сајиб мин ал-калим ал-тајаб (Пљусак ваљаних речи) Ансарија ословљава почасном титулом шејх-ул-ислам
Књиге 
- Кашф ал-асрар ва иддат ал-абрар (егзегеза Курана) (арапски : کشف الاسرار و عدة الابرار)
- Монаџат-нама (Спис о духовном дошаптавању, персијски: مناجات نامه)
- Насајех (Савети, персијски: نصایح)
- Зад ал-арифин (Опскрба гностика, арапски: زاد االعارفین)
- Канз ас-саликин (Ризница путника, персијски: کنز السالکین)
- Хафт хесар (Седам бедема, персијски: هفت حصار)
- Елахи-нама (Књига о Богу, персијски: الهی نامه)
- Мухабат-нама (персијски: محبت نامه)
- Каландар-нама (Спис о лутајућем дервишу, персијски: قلندر نامه)
- Ресале-је дел о џан (Посланица о срцу и души, персијски: رساله دل و جان)
- Ресале-је варедат (Посланица о долазећем, персијски: رساله واردات)
- Сад мејдан (Сто иницијацијских мегдана, персијски: صد میدان)
- Ресала манакиб имам Ахмад бин Ханбал (Посланица о врлинама имама Ахмеда ибн Ханбала, арапски: رسالة مناقب الإمام أحمد بن حنبل)
- Анвар ал-тахкик (Сверлости потраге за истином, арапски: انوار التحقیق)
- Зем ал-калам (Роб истине, арапски: ذم الکلام)
- Маназил ал-саерин (Станишта оних који иду, арапски: منازل السائرین)
- Китаб ал-фурук (Књига о разликама)
- Китаб ал-арбаин (Књига о четрдесет, арапски: کتاب الاربعین)